# Shanxi
Shanxi (kin. 山西; transliteracija: Šansi) je pokrajina u sjeveroistočnom dijelu središnje Kine. Glavni grad je Taiyuan. Shanxi zauzima površinu od 156.800 km ², a 2004. u pokrajini je živjelo 33.350.000 stanovnika.

## Zemljopis
Shanxi se nalazi na platou prapora (Praporski plato). Na istoku je planina Taihang, a na zapadu planina Lüliang te niz dolina u sredini. Najviša je planina Wutai (Wutai Shan) na sjeveroistoku s nadmorskom visinom od 3.058 metara (Beitai Ding, najviši vrh sjeverne Kine). Kineski zid čini veći dio sjeverne granice s Mongolijom. Planina Zhongtiao proteže se dijelom južne granice i odvoja Shanxi od istočno-zapadnog dijela Žute rijeke. Planina Hua Shan je na jugozapadu. Žuta rijeka čini zapadnu granicu Shanxija s provincijom Shaanxi. Najveće prirodno jezero je Xiechi, blizu Yunchenga u jugozapadnom dijelu pokrajine.
Pored glavnog grada pokrajine, Taiyuana, veći gradovi su: Datong, Changzhi i Yangquan.

### Klima
Shanxi ima kontinentalnu klimu s monsunima. Prosječna siječanjska temperatura ispod je 0 °C, dok je prosječna temperatura u srpnju oko 21 - 26 °C. Zime su duge, suhe i hladne, a ljeta topla i vlažna. Proljeće je izrazito suho i sklono olujama. Shanxi je jedan od najsunčanijih dijelova Kine. Godišnji prosjek oborina iznosi oko 350-700 mm, sa 60% oborina između lipnja i kolovoza. 

## Povijest
Shanxi je jedna od kolijevki kineske kulture. Između ostalog, početkom neolitika u Shanxiju je nastala dinastija Xia. Konkretno, ovoj jezgri pripada plodni jug pokrajine, s tlima prapora. Arheološki nalazi na sjeveru pokrajine, pokazali su razvoj ovog područja azhvaljujući dinastiji Zhou (1100. – 771. pr. Kr.).
U razdoblju zaraćenih država, ova regija je prva postala Jin Kraljevstvo (uključujući i metropole u Linfenu i Quwou), a zatim i bogatoj državi Wei i Zhao. Nakon ujedinjenja Carstva, ovo područje je bilo konstantno dio Kine. Pod dinastijom Han, iskapanje ugljena započela je u Datongu (Tatung).
Dinastija Tang (618. – 907.) se najprije pojavila u Taiyuanu, u Shanxiju. Zbog moći i utjecaja Tang dinastije u povijesti, suvremeni Kinezi sebe nazivaju Tang Ren. Tijekom dinastije Tang, ovo područje je bilo poznato kao Hedong (河东) ili „istočno od Žute rijeke”. Carica Wu Zetian, jedina kineska carica, rođena je 705. god. u pokrajini Shanxi. God. 1556., Shanxi je pogođen najstrađnijim potresom u povijesti, potresa u pokrajini Shaanxi.
Zbog zemljopisnog položaja Shanxija u „Velikoj Kini” i prirodnog okružja, Shanxi je bio najbogatiji pokrajina u Zhongyuanu ili središnjoj Kini. Stoljećima je Shanxi služio kao središte trgovine i bankarstva, s pojam „Shanxi trgovac” (Jinshang) je značio sinonim za bogatstvo. Dobro očuvani grad Pingyao u Shanxiju svjedoči o bivšoj dominaciji Shanxija kao središta trgovine i bankarstva. U dinastiji Qing, Pingyao je služio kao središte kineske bankarske industrije. Danas je poznat kao UNESCO-ova svjetska baština sa starim zidinama i „Kineskim Wall Street-om”, tj. povijesnim financijskim središtem.
Do 1900., Bokserski ustanak se proširio u Shanxi, a od revolucije 1911. god. vojni guverner pokrajine je bio Yan Xishan (Yen Hsi-shan) koji je obnavlja. Od. 1937. – 1945. pokrajinu su okupirali Japanci. Nakon rata, Yan se vratio uz pomoć japanskih prebjega, ali su 1947. god. vlast uspostavili komunisti s Mao Zedongom, čije je sjedište bilo u obližnjem Yan'anu (Yenan). Yan je pobjegao 1949. god. (navodno vožnjom ispred pokrajinskog ureda) na Tajvan, gdje je postao premijer.

## Znamenitosti
Planina Wutai, jedna od svetih planina Kine, je dom mnogim najsvetijim budističkim hramovima (njih 68) i samostanima (53) u Kini, zbog čega je njezinih 185,415 km² upisano na UNESCO-ov popis mjesta svjetske baštine u Aziji, 2009. godine jer je „njezina morfologija strmoglavih padina s pet otvorenih vrhova bez drveća jedinstvena”, a budističke građevine na planini „katalog načina na koji se budistička arhitektura razvila i 1000 godina utjecala na kinesku carsku arhitekturu”.
Stari grad Pingyao je također upisan na UNESCO-ov popis mjesta svjetske baštine 1997. god. kao „izvrsno sačuvan primjer Han grada u kojemu se ogleda evolucija arhitektonskih stilova i urbanističkog planiranja carske Kine tijekom 8. stoljeća”.
Još jedna UNESCO-ova svjetska baština su i Špilje Yunganga (云冈石窟, Yúngāng Shíkū), drevni budistički hramovi izgrađeni u špiljama 16 km jugozapadno od grada Datonga. Lokalitet sadrži ukupno 252 špilja s više od 51.000 skulptura Bude. One su izvanredan primjer budističke umjetnosti kamenoklesarstva 5. i 6. stoljeća, a njegovih Pet špilja koje je izradio Tan Yao, svojim strogim jedinstvom plana, predstavljaju klasično remek-djelo prvog vrhunca kineske umjetnosti, te predstavlja jedan od tri najpoznatija lokaliteta budističke umjetnosti u Kini; druga dva su Longmen i Mogao špilje.
Na planini Heng Shan su razbacani mnogi spomenici od kojih je najpoznatiji „Viseći hram”, koji se nalazi na 30 m visikoj litici kod „Prijelaza zlatnog zmaja”.

## Upravna podjela
Shanxi je podijeljen na 11 prefekturnih jedinica, koje su sve gradske prefekture:
| Zemljovid              | #        | Naziv                  | Upravno sjedište    | Kinesko pismo Pinyin | Stanovništvo (2010.) |
| ---------------------- | -------- | ---------------------- | ------------------- | -------------------- | -------------------- |
|                        |          |                        |                     |                      |                      |
| — Gradske prefekture — |          |                        |                     |                      |                      |
| 1.                     | Taiyuan  | Xinghualing (distrikt) | 太原市 Tàiyuán Shì  | 4.201.591            |                      |
| 2.                     | Changzhi | Chengqu (distrikt)     | 长治市 Chángzhì Shì | 3.334.564            |                      |
| 3.                     | Datong   | Chengqu (distrikt)     | 大同市 Dàtóng Shì   | 3.318.057            |                      |
| 4.                     | Jincheng | Chengqu (distrikt)     | 晋城市 Jìnchéng Shì | 2.279.151            |                      |
| 5.                     | Jinzhong | Yuci (distrikt)        | 晋中市 Jìnzhōng Shì | 3.249.425            |                      |
| 6.                     | Linfen   | Yaodu (distrikt)       | 临汾市 Línfén Shì   | 4.316.612            |                      |
| 7.                     | Lüliang  | Lishi (distrikt)       | 吕梁市 Lǚliáng Shì  | 3.727.057            |                      |
| 8.                     | Shuozhou | Shuocheng (distrikt)   | 朔州市 Shuòzhōu Shì | 1.714.857            |                      |
| 9.                     | Xinzhou  | Xinfu (distrikt)       | 忻州市 Xīnzhōu Shì  | 3.067.501            |                      |
| 10.                    | Yangquan | Chengqu (distrikt)     | 阳泉市 Yángquán Shì | 1.368.502            |                      |
| 11.                    | Yuncheng | Yanhu (distrikt)       | 运城市 Yùnchéng Shì | 5.134.794            |                      |

Prefekture se dalje dijele na 119 okruga/županija od kojih 23 distrikta, 11 gradskih okruga i 85 okruga. Oni su nadalje podijeljeni na 1.388 općina, i to 561 gradova, 634 naselja i 193 poddistrikta.

## Stanovništvo
Stanovništvo uglavnom čine Han Kinezi te manjim dijelom: Mongoli, Mandžurci i Hueji.
| Etničke skupine Shanxija | Etničke skupine Shanxija | Etničke skupine Shanxija | Etničke skupine Shanxija |
| Etničke grupe Kine       | Populacija 2000. god.    | Postotak                 | Postotak 2010. god.      |
| ------------------------ | ------------------------ | ------------------------ | ------------------------ |
| Han Kinezi               | 32.368.083               | 99,68%                   | 99,7%                    |
| Huej                     | 61.690                   | 0,19%                    | 0,2%                     |
| Mandžurci                | 13.665                   | 0,042%                   | NN                       |
| Mongoli                  | 9.446                    | 0,029%                   | NN                       |